# Силенков, Борис Витальевич
Борис Витальевич Силенков (род. 7 ноября 1960 года) — украинский политик, председатель Херсонской областной государственной администрации в 2005—10 гг.

## Биография
Родился 7 ноября 1960 года в городе Смела Черкасской области Украинской ССР.

### Образование и служба
В 1978 году окончил городскую среднюю школу № 3.
Срочную службу в Вооруженных Силах проходил в особом батальоне им.Дзержинского в г.Москва.
В 1984 году окончил экономический факультет Одесского института народного хозяйства по специальности «Финансы и кредит». После выпуска работал в Херсонском облфинуправлении экономистом, старшим экономистом, исполняющим обязанности начальника отдела.
В 2001 году окончил аспирантуру в Херсонском государственном техническом университете по специальности экономист-финансист.
В 2009 году защитил диссертацию на соискание ученой степени кандидата экономических наук в Херсонском государственном аграрном университете.

### Профессиональная и политическая деятельность
В 1990 назначен заведующим Новокаховского городского финансового отдела.
В 1990—1994 был членом исполкома Новокаховского городского совета.
С октября 1994 — заместитель главного бухгалтера Херсонского филиала банка «Возрождение», а уже в следующем году возглавил Новокаховский филиал банка «Аваль».
С августа 1996 — заместитель главы Херсонской облгосадминистрации.
В августе 1998 стал главой правления, генеральным директором СП «ТЕР Холдинг Комп., Украина» АР Крым в г. Симферополе.
31 марта 2002 избран Новокаховским городским председателем.
С 2005 — председатель Херсонской областной государственной администрации.
18 марта 2010 уволен указом Президента Украины Виктора Януковича с должности Главы Херсонской областной государственной администрации.